# Мононорма
Мононорма — норма, соединяющая в себе правило поведения общесоциального, религиозного и правового характера. Существовала ранее по крайней мере в некоторых догосударственных обществах. Например, разделение функций в трудовом процессе между мужем и женой, взрослым и ребёнком рассматривалось одновременно как производственный обычай, как норма морали и как веление религии. В мононормах права и обязанности человека сливаются как бы воедино. В качестве письменных примеров мононорм рассматриваются [кем?] свод законов Хаммурапи, Ману-смрити, законодательство Моисея.
Термин «мононорма» был введен известным советским этнографом А. И. Першицом в 1970-х годах. На Западе теория Першица о мононормах не получила широкой поддержки, поскольку была основана на марксистско-ленинской философии и устаревших взглядах на первобытное общество.